# Родословное древо Бабенбергов
Родословное древо Бабенбергов (нем. Babenberger-Stammbaum) — триптих работы Ханса Парта, созданный в период с 1489 по 1492 год.
Монументальное панно (общие размеры приблизительно 8 на 3,5 метра) находится в собрании монастыря Клостернойбург и изображает представителей правившей в средневековом австрийском государстве династии Бабенбергов и исторические события, связанные с ними.
Кроме значительных размеров, картина выделяется среди других произведений живописного искусства позднего Средневековья в Австрии также и необычным представлением персонажей в историческом контексте и высокой долей достоверных пейзажей реальных ландшафтов.

## История создания
Поводом к созданию триптиха стала канонизация одного из представителей Бабенбергов, маркграфа Леопольда III Благочестивого, состоявшаяся 6 января 1485 года. Это стало завершением длительного процесса, начавшегося в 1358 году и приведшего к накоплению источников о жизни и благочестии этого «доброго правителя». Хотя почитание Леопольда III началось вскоре после его смерти в 1136 году, оно становилось всё сильнее после канонизации и привело к значительному увеличению числа паломников к могиле маркграфа в монастыре Клостернойбург, который он основал в 1114 году. Чтобы ознакомить преимущественно неграмотных пилигримов с происхождением и житием нового святого, тогдашний настоятель монастыря решил как можно более жизненно и наглядно воспроизвести семейную историю пресекшейся в 1246 году династии в монументальном панно.

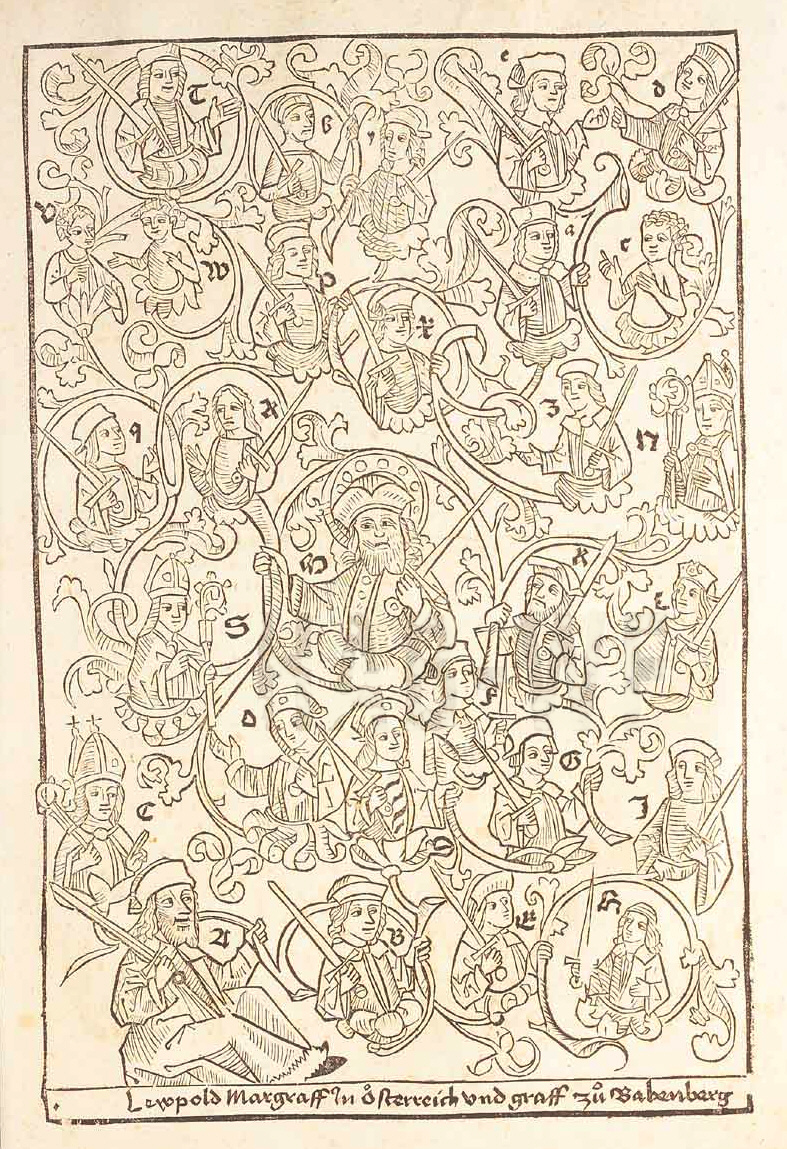
Гравюра из труда Ладислауса Сантхайма («Der löblichen Fürsten und des Landes Österreich Altherkommen und Regierung») — Базель, 1491

В 1485 году австрийский историк и генеалог Ладислаус Сантхайм получил заказ на составление научного труда по истории рода Бабенбергов и провел необычайно тщательную для того времени ревизию многочисленных архивных источников. Его исследование, напечатанное в Базеле в 1491 году, сформировало документальную основу для живописной работы. Ханс Парт, упоминаемый как автор картины в архивных документах монастыря, предположительно возглавлял мастерскую, в которой трудились несколько художников (это объясняет некоторые стилистические различия во фрагментах).
Триптих был изначально установлен рядом с могилой Святого Леопольда, вероятно просто на полу — что негативно повлияло на сохранность нижней части панно, которая страдала от сырости. Это потребовало неоднократных реставраций, так что о первоначальном виде картины можно только гадать. Выполненный сперва на дереве, триптих был перенесен на холст в 1843 году и выставлялся в различных помещениях монастыря (в том числе в библиотеке и сокровищнице). Реставрация 1861 года, когда нижняя часть панно была переписана поверх, была особенно значительной. Глубокая реставрация, основанная на современных методах, была выполнена в 1951-1965 годах. Она показала что оригинальная позднеготическая живопись в нижней части картины не сохранилась, поэтому там были оставлены дорисовки 1861 года.

## Центральная панель
На центральной панели триптиха в круглых медальонах изображены 27 представителей Дома Бабенбергов. Перечень начинается в центре нижней части с маркграфа Леопольда I Прославленного и заканчивается в правом верхнем углу герцогом Фридрихом II Воителем. Примечательно, что правители изображены не по пояс и со своими гербами (как присуще средневековой генеалогической живописи), а в полный рост на фоне важных сцен из их жизни.
Другое новшество по сравнению с традиционным средневековым подходом — широкое использование и достоверность пейзажей некоторых исторических мест. Топографически точные ландшафты смешаны с частично или полностью выдуманными. Например, вид Вены в медальоне Фридриха II относительно достоверен, вид монастыря Клостернойбург в медальоне Леопольда Дитяти очень схематичен, вид гавани в медальоне Фридриха I Католика сочинён художником.
В правом нижнем углу вне медальонов изображена легенда об обретении основателем династии титула маркграфа Восточной марки, будущей Австрии. По одному из вариантов предания, король Германии и император Священной Римской империи Оттон II Рыжий во время охоты сломал свой лук, но верный вассал отдал господину взамен свой собственный, из которого монарх убил оленя. По другой версии, лук сломался в момент, когда на короля напал разъяренный вепрь, и лишь в последний момент император смог спасти свою жизнь, убив животное из лука, переданного будущим маркграфом. Леопольд в благодарность за помощь был одарен титулом.
| Медальон       | Фрагмент | Персона                                                | Годы жизни             | Титул                               | Описание |
| -------------- | -------- | ------------------------------------------------------ | ---------------------- | ----------------------------------- | --- |
| вне медальонов |          | Оттон II Рыжий                                         | 955 — 983              | Император Священной Римской империи | Легенда об основании династии. |
| 1.             |          | Леопольд I Прославленный                               | ок.940 — 994           | Маркграф Австрии                    | На переднем плане — война с венграми. На заднем плане — монастырь в Мельке. |
| 2.             |          | Генрих I Сильный                                       | 960-е — 1018           | Маркграф Австрии                    | На заднем плане слева — Штоккерау, справа — мученичество св. Коломана. |
| 3.             |          | Поппо Трирский                                         | ок.986 — 1047          | Архиепископ Трира                   | На заднем плане — Трир. |
| 4.             |          | Эрнст I Швабский                                       | между 970 и 990 — 1015 | Герцог Швабии                       | Сцена охоты. |
| 5.             |          | Эрнст II Швабский                                      | ок.1014 — 1030         | Герцог Швабии                       | На переднем плане — убийство во время охоты. На заднем плане — замок Фалькенштейн в Шварцвальде.                                                                                                |
| 6.             |          | Герман IV Швабский                                     | ок.1015 — 1038         | Герцог Швабии                       | Траурная процессия через Альпы в сопровождении императора Конрада II и императрицы Гизелы. |
| 7.             |          | Адальберт Победоносный                                 | 985 — 1055             | Маркграф Австрии                    | На переднем плане — война с венграми. На заднем плане — монастырь в Мельке (передача реликвий Святого Креста).                                                                                  |
| 8.             |          | Леопольд Сильный                                       | ? — 1129               | Маркграф Штирии                     | В военном лагере (поход против венгров). |
| 9.             |          | Эрнст Храбрый                                          | 1027 — 1075            | Маркграф Австрии                    | На переднем плане — Саксонское восстание. На заднем плане — монастырь в Мельке (с Копьем Маврикия и Чашей Ульриха).                                                                             |
| 10.            |          | Леопольд II Красивый                                   | 1050 — 1095            | Маркграф Австрии                    | На переднем плане — битва при Майльберге с Вратиславом II Чешским. На заднем плане — монастырь в Мельке (пришествие бенедиктинцев) и замок Гарс-ам-Камп.                                        |
| 11.            |          | Альбрехт Легкомысленный                                | Вымышленная личность   | Граф фон Боген                      | На переднем плане — передача власти над Австрией между братьями. На заднем плане — замок Пернегг.                                                                                               |
| 12.            |          | Поппо из Трира (нем. Poppo von Trier)                  | Вымышленная личность   | Архиепископ Трира                   | На переднем плане — отправка Аццо фон Куэнринга в Австрию. На заднем плане — Трир. |
| 13.            |          | Леопольд III Святой                                    | 1073 — 1136            | Маркграф Австрии                    | На переднем плане — с двумя рано умершими сыновьями (Адальберт Благочестивый и Эрнст Юноша). На заднем плане — основанные Леопольдом монастыри Клостернойбург, Хайлигенкройц и Кляйн-Мариацелл. |
| 14.            |          | Адальберт Благочестивый (нем. Adalbert der Andächtige) | 1098 — 1138            | Сын Леопольда Святого               | Битва с претендентом на венгерский трон Борисом Коломановичем. |
| 15.            |          | Леопольд IV Щедрый                                     | 1108 — 1141            | Маркграф Австрии                    | Осада Регенсбурга. |
| 16.            |          | Оттон Фрейзингский                                     | 1112 — 1158            | Епископ Фрайзинга                   | На заднем плане — Фрайзинг. |
| 17.            |          | Конрад II фон Бабенберг                                | 1115 — 1168            | Архиепископ Зальцбурга              | На заднем плане — Зальцбург. |
| 18.            |          | Эрнст Юноша (нем. Ernst der Jüngling)                  | 1110 — 1137            | Сын Леопольда Святого               | Сцена охоты. |
| 19.            |          | Генрих II Язомирготт                                   | 1107 — 1177            | Герцог Австрии                      | На переднем плане — плавание в Святую землю (Второй крестовый поход). На заднем плане — основанная Генрихом базилика Шоттенкирхе в Вене.                                                        |
| 20.            |          | Леопольд V Добродетельный                              | 1157 — 1194            | Герцог Австрии                      | Принятие красно-бело-красного знамени от императора Генриха VI. |
| 21.            |          | Генрих Старший                                         | 1158 — 1223            | Герцог Мёдлинга                     | На переднем плане — поход в Моравию против Собеслава II Чешского. На заднем плане — Мёдлинг. |
| 22.            |          | Генрих Младший (нем. Heinrich der Jüngere von Mödling) | После 1179 — 1236      | Герцог Мёдлинга                     | Слева — сцена охоты. Справа — замок Лаксенбург. |
| 23.            |          | Фридрих I Католик                                      | 1175 — 1198            | Герцог Австрии                      | На переднем плане — возвращение тела герцога в Австрию из Немецкого крестового похода. На заднем плане — плавание в Святую землю.                                                               |
| 24.            |          | Леопольд VI Славный                                    | 1176 — 1230            | Герцог Австрии                      | На переднем плане — заключение мира в Монтекассино. На заднем плане — основанные Леопольдом монастырь Лилиенфельд и Винер-Нойштадт.                                                             |
| 25.            |          | Леопольд Дитятя (нем. Leopold das Kind)                | 1207 — 1216            | Сын Леопольда Славного              | На переднем плане — ребенок оставлен учителями без присмотра. На заднем плане — Клостернойбург.                                                                                                 |
| 26.            |          | Генрих Жестокий                                        | 1208 — 1228            | Сын Леопольда Славного              | Справа — осада Хайнбурга. Слева — бегство герцогини Феодоры. |
| 27.            |          | Фридрих II Воитель                                     | 1211 — 1246            | Герцог Австрии                      | На переднем плане — битва на Лейте. На заднем плане — Вена. |

## Боковые панели

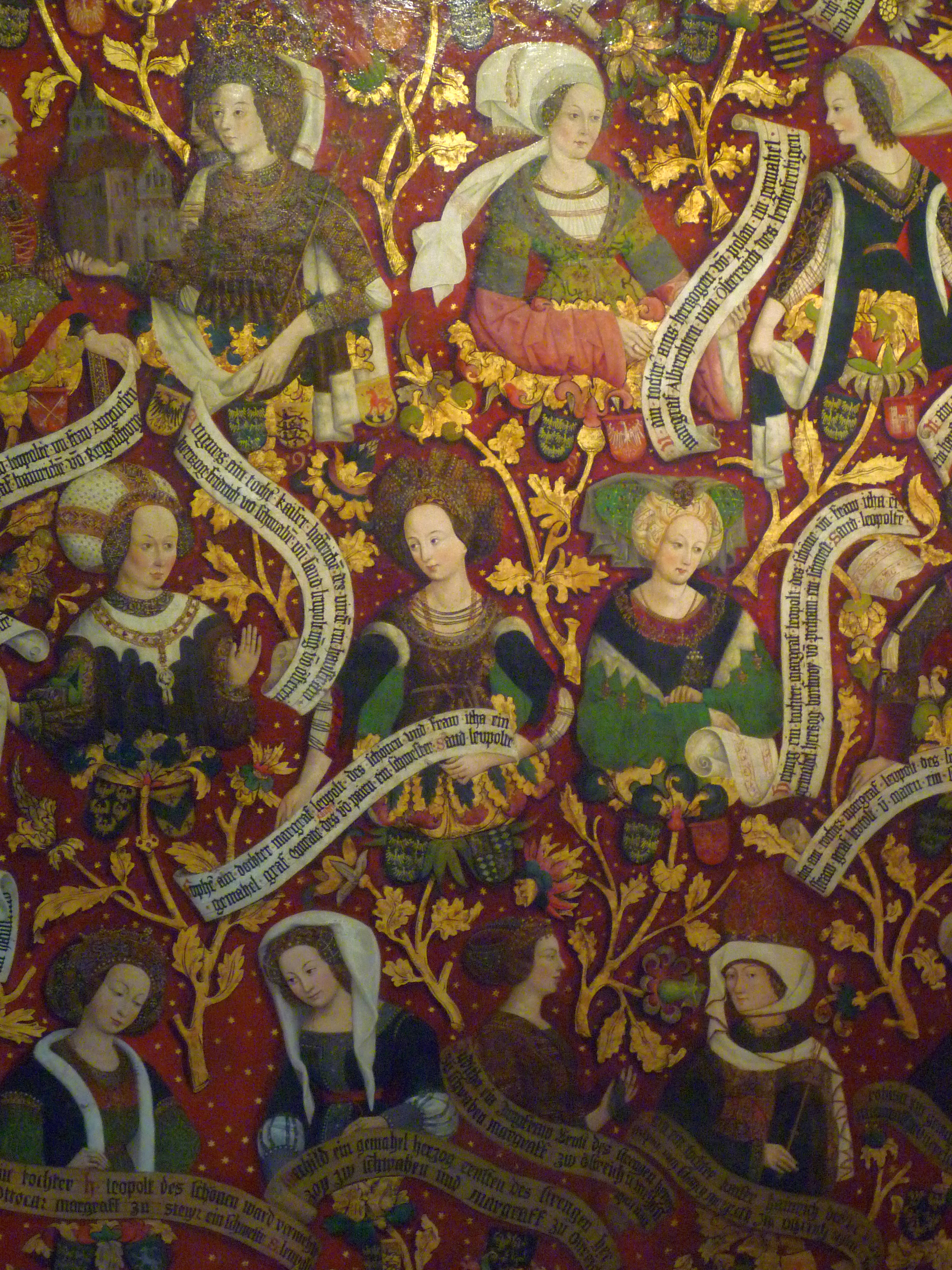
Фрагмент одной из боковых панелей

На двух боковых панелях изображены в общей сложности 46 жен и дочерей представителей династии Бабенбергов, представленных традиционно для средневековых родословных деревьев — по пояс и со своими гербами. В отличие от центральной, на боковых панелях портреты не упорядочены. Кроме того, предположительно женские лица выполнены не тем же самым художником, что мужские. В любом случае, в XIX веке изображения женщин были значительно изменены и нет уверенности в том, как они выглядели изначально. Особый интерес представляют женские одеяния, так как дамы нарисованы в костюмах XV века, а не соответствующей эпохи.
Обширная география происхождения герцогинь демонстрирует брачную политику Бабенбергов как наглядный пример подхода аристократии к этому вопросу в эпоху Высокого Средневековья. Браки заключались не только с представительницами других герцогских родов, но также и с принцессами из королевских династий Венгрии и Чехии, и даже дочерьми германских и византийских императоров (например, Феодора Комнина, жена Генриха II, или Феодора Ангелина, жена Леопольда VI).
В правой панели визуально выделена Агнесса фон Вайблинген, жена Леопольда III Святого, ради почитания которого и было создано это произведение искусства. Пышная корона подчеркивает её статус как дочери германского императора Генриха IV. Модель монастыря Клостернойбург в её руках напоминает, что Агнесса наряду с мужем является его соосновательницей.
В левой панели особенно интересна Гертруда Австрийская, которая после смерти последнего мужского представителя Бабенбергов, своего дяди Фридриха II, стала основной претенденткой на его наследство.